# Termes gal·loromanes d'Entrammes
Les termes gal·loromanes d'Entrammes (en francès Thermes gallo-romains d'Entrammes) són unes antigues termes romanes situades a Entrammes, Mayenne.

## Història
Les restes arqueològiques van ser descobertes el 1987, quan es van fer algunes reformes a l'església parròquial. L'1 de setembre de 1988, el lloc va ser declarat Monument Històric.

## Galería fotográfica

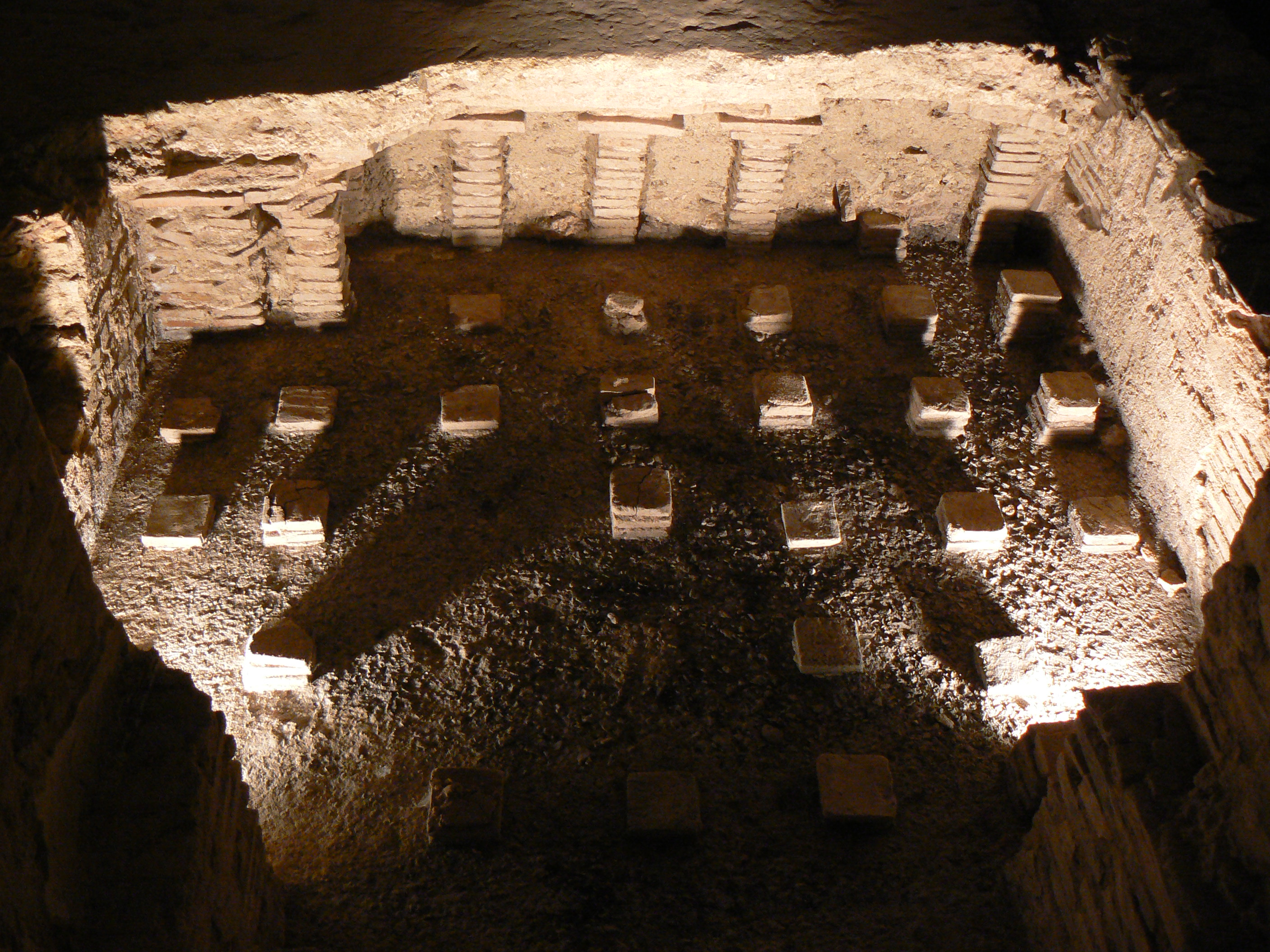
L'hipocaust
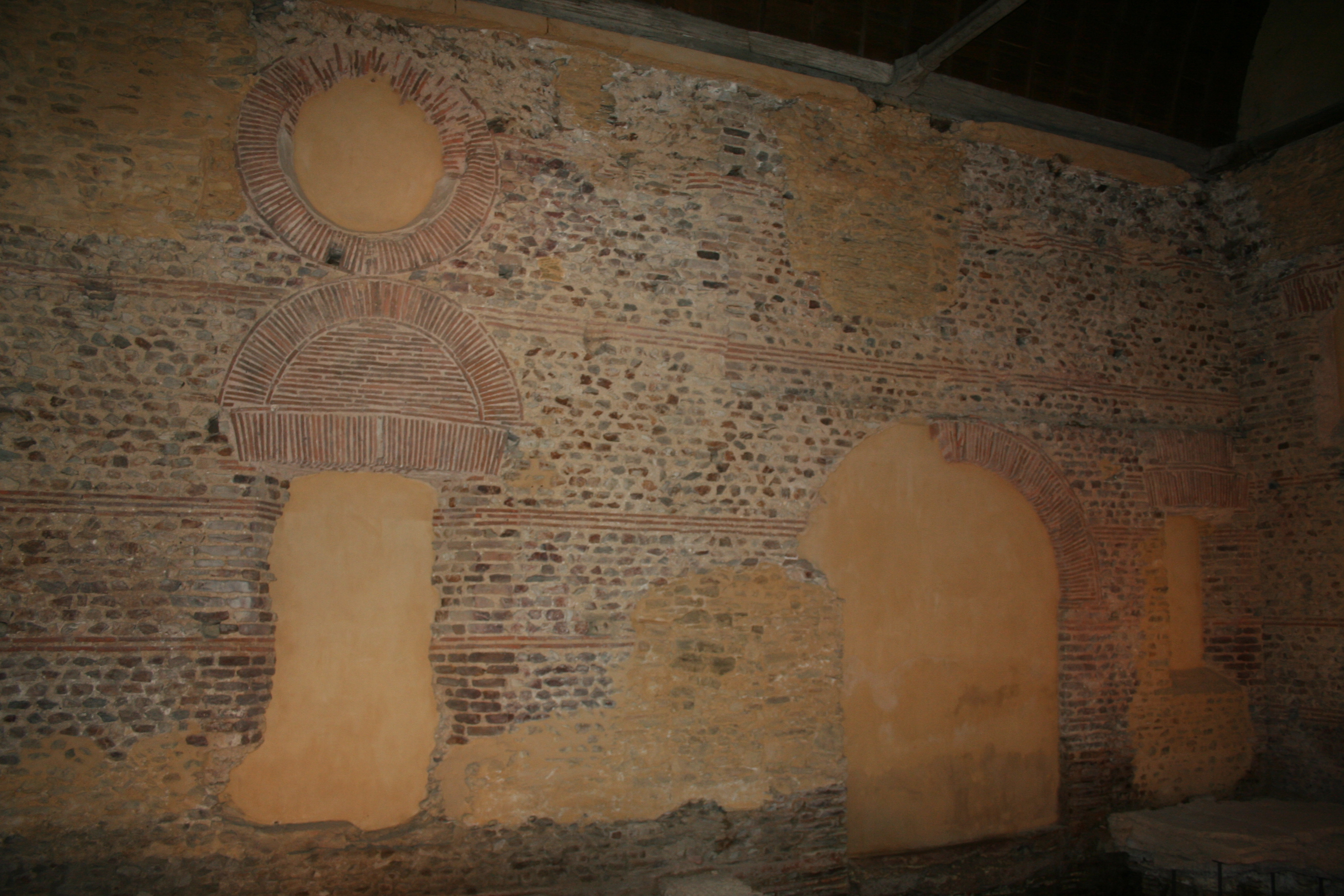
Un mur a l'entrada
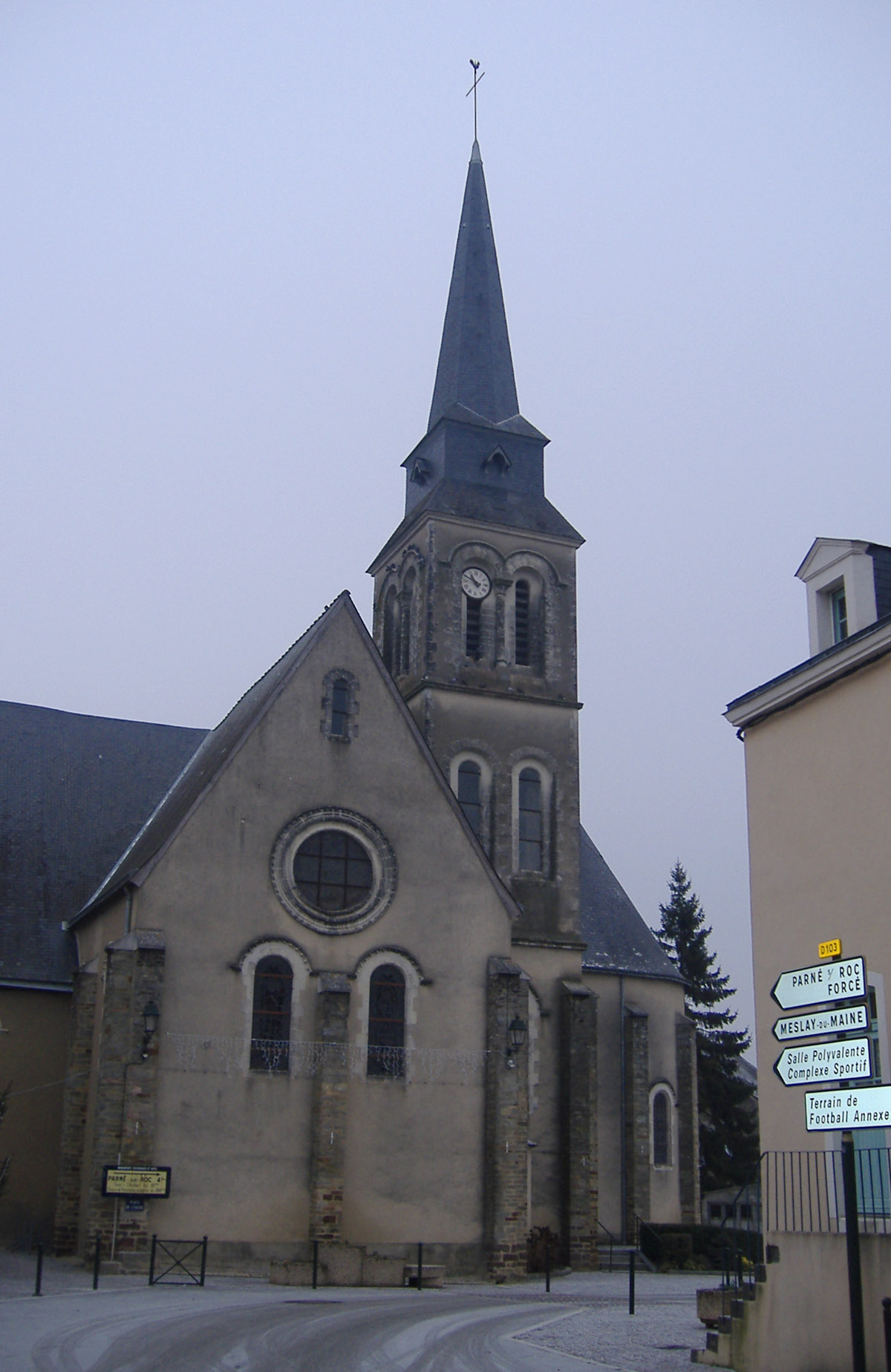
L'església parroquial